# バンドギャップエネルギー
バンドギャップエネルギーは、バンド間遷移の際に吸収・放出されるエネルギーのことである。

## 概要
バンドギャップエネルギーとは、半導体や絶縁体における荷電子帯の最上部と伝導帯の最下部とのエネルギー差のことである。そのエネルギー差よりも低いエネルギーの電磁波が物質に入射した場合、電磁波の吸収は起こらない。しかし、そのエネルギー差よりも高いエネルギーの電磁波が物質に入射した場合には、バンド間遷移が生じる。このバンド間遷移が生じる最も低いエネルギーがバンドギャップエネルギーになる。